# Baduizm
Baduizm – debiutancki album Erykah Badu wydany w 11 lutego 1997 przez wytwórnię Kedar (obecnie część Universal Music Group).

## Lista utworów
| Nr. | Tytuł                  | Twórcy                                                         | Czas |
| --- | ---------------------- | -------------------------------------------------------------- | ---- |
| 1.  | Rimshot (Intro)        | Erykah Badu, Madukwu Chinwah                                   | 1:56 |
| 2.  | On & On                | Badu, Jaborn Jamal                                             | 3:45 |
| 3.  | Appletree              | Badu, Robert Bradford                                          | 4:25 |
| 4.  | Otherside of the Game  | Badu, Bro ?uestlove, Richards Nichols, James Poyser, The Roots | 6:33 |
| 5.  | Sometimes (Mix #9)     | Badu, Nichols, Poyser, The Roots                               | 0:44 |
| 6.  | Next Lifetime          | Badu, A. Scott                                                 | 6:26 |
| 7.  | Afro                   | Badu, Jahphar Barron, Poyser                                   | 2:04 |
| 8.  | Certainly              | Badu, Chinwah                                                  | 4:43 |
| 9.  | 4 Leaf Clover          | David Lewis, Wayne Lewis                                       | 4:34 |
| 10. | No Love                | Badu, Bradford                                                 | 5:08 |
| 11. | Drama                  | Badu, Ty Macklin                                               | 6:02 |
| 12. | Sometimes...           | Badu, Nichols, Poyser, The Roots                               | 4:10 |
| 13. | Certainly [Flipped It] | Badu, Chinwah                                                  | 5:26 |
| 14. | Rimshot (Outro)        | Badu, Chinwah                                                  | 2:19 |